# Rüdiger Kunze
Rüdiger Kunze, född den 2 september 1949 i Bautzen i Tyskland, är en östtysk roddare.
Han tog OS-silver i fyra utan styrman i samband med de olympiska roddtävlingarna 1976 i Montréal.